# Philobryidae
Philobryidae zijn een familie van Tweekleppigen uit de orde Arcida.

## Geslachten
- Adacnarca Pelseneer, 1903
- Aupouria Powell, 1937
- Cosa Finlay, 1926
- Cratis Hedley, 1915
- Limarca Tate, 1886
- Limopsilla Thiele, 1923
- Lissarca E. A. Smith, 1877
- Neocardia Sowerby III, 1892
- Philobrya J. G. Cooper, 1867
- Verticipronus Hedley, 1904